# Parc Nacional de les Muntanyes de Guadalupe
El Parc Nacional de les Muntanyes de Guadalupe (Guadalupe Mountains National Park) està situat a les Muntanyes de Guadalupe (Guadalupe Mountains en anglès; Sierra de Guadalupe en castellà) de l'oest de Texas als Estats Units. El parc conté Guadalupe Peak (2.655 metres d'altitud), el punt més alt de Texas. Cobreix 349,51 quilòmetres quadrats i es troba dins de la mateixa serralada com el Parc Nacional de les Cavernes de Carlsbad que es localitza uns 57 quilòmetres al nord a l'estat de Nou Mèxic.
El parc també conté El Capitan, utilitzat durant molt de temps com un punt de referència i més tard al segle xix per la línia de diligències postals Butterfield Overland Mail. Els visitants poden veure les ruïnes d'una antiga estació de diligències prop del centre de visitants de Pine Springs. El Frijole Ranch, ara restaurat, serveix ara com un petit museu de la història de la ramaderia de la zona.
Molts senders ben establerts existeixen al parc per fer senderisme i muntar a cavall. Guadalupe Peak ofereix potser les vistes més destacades al parc. El sender al cim travessa boscos de pins pinyoners de Colorado (Pinus edulius) i avets de Douglas (Pseudotsuga menziesii).
McKittrick Canyon també es troba al parc. Durant la tardor, el canyó s'omple de vida amb una resplendor de color dels Acer grandidentatum, en marcat contrast amb el Desert de Chihuahua que l'envolta. Un camí en el canyó condueix a una cabana de pedra construïda als anys 1930 que va ser posteriorment la residència de Wallace Pratt, un geòleg del petroli que va donar les terres per a establir el parc.